# SableVM
SableVM は、クリーンルーム設計のJavaバイトコードインタプリタであり、Java仮想マシン仕様第2版を実装している。
SableVM プロジェクトは、頑健で、移植性に優れ、効率的で、完全標準仕様準拠（JVM仕様、JNI、呼び出しインタフェース、デバッグインタフェースなど）で、保守と拡張が容易なJava仮想マシンを一から作ることを目的として開始された。
中核部は性能を強化するため、JITコンパイラを使ったインタプリタとなっており、移植性、保守性、単純性に優れている。このため、SableVM のソースコードは可読性が高い。
SableVM は自由ソフトウェアであり、GNU Lesser General Public License (LGPL) でライセンスされている。また、クラスライブラリとしては GNU Classpath を利用している。
SableVM は、Java仮想マシンのオープンソースプロジェクトの中でも、初めて JVMDI（Java Virtual Machine Debugging Interface）と JDWP（Java Debug Wire Protocol）をサポートした。これらのJavaデバッグインタフェース標準は Eclipse などでも、多機能で使いやすいJava開発環境を構築するのに使われている。
SableVM の開発は Sable Research Group （マギル大学計算機科学科が母体）が開始し、現在はより広範囲のプログラマが参加している。メーリングリスト以外にも、IRC irc.sablevm.org（現在は、chat.freenode.net）のチャンネル #sablevm で開発者同士が会話している。

## Java Intermediate Language
Java Intermediate Language（JIL）とは、Sable Research Group が2002年1月に提案した Java プログラムの型構造を表現するための中間言語である。XMLやSGMLのサブセットになっており、Java プログラムを解析しやすくして、性能とスケーラビリティを向上させることを目的としている。
Sable Research Group 以外ではあまり採用されていない。

### 例
次のような Java コードがあるとする。
```
public
 
MyClass
 
implements
 
MyInterface
 
extends
 
MySupperClass
 
{

  
int
 
MyField
;

  
void
 
MyMethod
 
(
double
 
x
,
 
double
 
y
)
 
{

    
double
 
z
;

    
z
 
=
 
x
 
+
 
y
;

    
this
.
MyField
 
=
 
z

  
}

}

```

このコードを Java Intermediate Language で表すと、次のようになる。
```
<jil>

<class
 
name=
"MyClass"
 
extends=
"MySupperClass"
>

  
<modifiers><modifier
 
name=
"public"
 
/></modifiers>

  
<interfaces><interface
 
name=
"myinterface"
 
/></interfaces>

    

  
<fields>

    
<field
 
name=
"MyField"
 
type=
"int"
 
/>

  
</fields>

  
<methods>

    
<method
 
name=
"MyMethod"
 
returntype=
"void"
>

    
<parameters>

      
<parameter
 
name=
"x"
 
type=
"double"
 
/>

      
<parameter
 
name=
"y"
 
type=
"double"
 
/>

    
</parameters>

    
<locals>

      
<local
 
name=
"z"
 
type=
"double"
 
/>

    
</locals>

    
<statements>

      
<!-- 各文はコード生成器向けの中間形式で表される。

           以下では、baf と呼ばれる言語が使われている。 -->

      
<baf>

        
<![CDATA[

          $r2 = $r0 + $r1;

          this.MyField = (double) $r2;

        ]]>

        
<!-- ここでは、x が $r0、y が $r1、z が $r2 で表されている。 -->

      
</baf>
  

    
</statements>

    
</method>

  
</methods>

</class>

</jil>

```